# Diolenius redimiculatus
Diolenius redimiculatus är en spindelart som beskrevs av Gardzinska, Zabka 2006. Diolenius redimiculatus ingår i släktet Diolenius och familjen hoppspindlar. Inga underarter finns listade i Catalogue of Life.